# Homicídio de Ihor Humenyuk
O Homicídio de Ihor Humenyuk refere-se à morte do cidadão ucraniano Ihor Humenyuk (em ucraniano: Ігор Гуменюк; Novoyavorivsk, 1979) agredido e morto no Aeroporto Humberto Delgado por três inspetores do Serviço de Estrangeiros e Fronteiras, a força policial que controlava, até 2023, as fronteiras em Portugal. O caso encontra-se em fase de recurso para o STJ. Certidões judiciais foram extraídas no sentido de se apurar a existência de mais intervenientes, após a decisão de recurso.

## Biografia
Nasceu em Novoyavorivsk, na Ucrânia, numa família cristã de meios modestos, filho de uma caixa de loja e de um motorista. Seguiu o ensino técnico de condução rodoviária e casou-se com Oksana, três anos mais nova, com quem viria a ter os seus filhos.

## Assassinato
O cidadão ucraniano terá chegado a Portugal no dia 10 de março, via Turquia, para trabalhar ilegalmente no país. Os contornos do incidente são ainda parcialmente desconhecidos, mas sabe-se que Ihor morreu no Espaço Equiparado a Centro de Instalação Temporária (EECIT) do Aeroporto Humberto Delgado, em Lisboa, após um interrogatório em que foi vítima de tortura. Homeniuk foi vítima de atos de «violência desmedida» e acabou por perder a vida por asfixia mecânica.
As agressões ocorrem pouco depois das 8h, mas o óbito só foi registado às 18h40 e a situação só se tornou pública 17 dias mais tarde quando os presumíveis responsáveis foram detidos pela Polícia Judiciária (PJ). O SEF alegava inicialmente que o Ihor teria falecido devido a um ataque cardíaco, em sequência de uma «crise de epilepsia». O médico legista alertou a Polícia Judiciária de que não podia ter sido essa a causa de morte.
Cristina Gatões, diretora nacional do SEF, disse em entrevista à RTP que a morte do cidadão ucraniano foi resultado de uma «situação de tortura evidente». A 9 de dezembro, quase nove meses após o homicídio, Cristina Gatões demitiu-se das suas funções.
O Ministério da Administração Interna determinou a abertura de processos disciplinares ao diretor e subdiretor de Fronteiras de Lisboa (que foram demitidos das suas funções), ao Coordenador do EECIT, e a todos os envolvidos nos acontecimentos que levaram ao falecimento de Ihor.
Os três inspetores do SEF foram detidos pela PJ e ficaram em prisão domiciliária, tendo optado por não prestar declarações no primeiro no interrogatório judicial.
O estado português irá pagar uma indemnização à família de Homeniuk, cujo valor será determinado pela provedora de Justiça. Ihor era casado e pai de dois filhos menores. Apesar de já ter decorrido meio ano, as consequências políticas e diplomáticas ainda são difíceis de prever. Foi mencionado pelo Presidente da República que está a ser analisada a possibilidade de uma completa reestruturação do SEF, deixando este de existir e passando as suas responsabilidade a ser cumpridas pela PSP, GNR, PJ, IRN e APMA. O que aconteceu no centro de instalação temporária (CIT) foi um crime, que só é do conhecimento público devido ao profissionalismo e ética de um médico legista que não embarcou na tese da morte natural. O médico-legista Carlos Durão disse que a causa da morte de Ihor Homenyuk veio referenciada como “natural”, mas que logo durante o exame verificou que as lesões traumáticas apontavam para a existência de um crime. A reforma foi no entanto adiada para Maio de 2022, devido à importância do SEF no controlo de fronteira, mais especificamente na ajuda à gestão da pandemia COVID-19. 